# Fokkie Flink
Fokkie Flink (of "Uit het veelbewogen leven van Fokkie Flink de groote speurder") was een Nederlandse tekststrip uit 1945, rond een antropomorfe pijp rokende hond die detective was en mysteries oploste. 
De strip werd getekend door Joop Geesink, en later door Henk Zwart, die voorheen bij Joop Geesinks studio werkte, en geschreven door Henk de Wolf. De verhalen werden in kleine boekjes in oblongformaat uitgebracht.

## Verhalen
In elk boekje staan zes afleveringen (behalve bij verhaal 4), aangevuld met weetjes, puzzels en informatie over de Fokkie Flink Club. Er zijn in totaal zes verhalen verschenen:
1. Het geheimzinnige kasteel. 60 stripstroken in 10 boekjes. Er is ook een verzamelboekje uitgebracht met alleen het verhaal, zonder de extra teksten.
2. Heliopolis. 96 stripstroken (genummerd 61-156) in 16 boekjes.
3. De gouden vogel van de maharadja. 78 stripstroken in 13 boekjes. Het verhaal is ook in verkorte versie gepubliceerd in het tijdschrift Margriet in 1948/1949.
4. Het raadsel der verdwenen juwelen. 27 stripstroken in één boekje.
5. De Poolreizigers. 78 stripstroken in 13 boekjes.
6. Het Chinese avontuur. 78 stripstroken in 13 boekjes.

In het laatste boekje van het laatste verhaal wordt melding gemaakt van een “vervolg” in weekblad Victorie. Waarschijnlijk gaat het hier om herpublicaties. In ieder geval staan in het nummer van 20 december 1947 twee stroken uit het tweede verhaal.
Bij de laatste twee verhalen heeft elke aflevering een aparte titel:
Verhaal 4:
1. Het vertrek der poolreizigers
2. Storm op zee
3. Een samenzwering?
4. Vreemde dingen in de nacht
5. Het spook van Hammersfjold
6. De mannen van Li
7. De geheimzinnige boodschap
8. Het vuur
9. Muiterij aan boord
10. De verovering van Radar-eiland
11. Een eiland verdwijnt
12. De bosgeest
13. De geheimzinnige Li

Verhaal 5:
1. Het wonderland
2. Schurken aan het werk
3. Een goede oude kennis
4. De groene draak
5. Professor Bolle Bof in gevaar!
6. Ching de geweldige
7. De geheimen van China
8. Avontuur in de tempel
9. De Groene Draak grĳpt overal toe
10. Het geheimzinnige meer
11. Een smokkelgeheim ontsluierd
12. De vliegende draak
13. Wie is de Grote Mandarijn?

## Boekuitgave
Uitgeverij De Werg Strips is gestart met een complete uitgave in boekvorm. In deze boeken zijn alleen de verhalen opgenomen, niet de extra teksten. De eerste twee delen zijn verschenen in september 2017; de volgende vier delen waren gepland voor 2018 en 2019, maar zijn tot op heden niet verschenen.

## Bron
- https://www.lambiek.net/aanvang/1945tijdschriften.htm